# Елюнино
Елюнино — село в Ивановском районе Ивановской области России, входит в состав Куликовского сельского поселения.

## География
Село расположено в 6 км на юго-запад от центра поселения деревни Куликово и в 9 км на восток от Иванова.

## История
Каменная церковь с колокольней в селе построена в 1847 году на средства помещика Владимира Васильевича Коблукова. Престолов в церкви было три: в холодной — во имя Святителя и Чудотворца Николая и в теплой трапезе: в честь Архистратига Божьего Михаила и во имя Святого Великомученика Пантелеймона. С 1884 года в селе существовала церковно-приходская школа. Николаевской церкви принадлежала деревянная кладбищенская Васильевская церковь, построенная в 1844 на средства того же помещика Владимира Васильевича Коблукова. В годы Советской Власти обе церкви были разрушены.
В конце XIX — начале XX века село являлось центром Елюнинской волости Шуйского уезда Владимирской губернии. В 1859 году в селе числилось 36 дворов, в 1905 году — 53 двора.

## Население
| 1859 | 1905 |
| ---- | ---- |
| 239  | 289  |

| 1859 | 1905 | 2010 | 2018 |
| ---- | ---- | ---- | ---- |
| 239  | ↗289 | ↘30  | ↘23  |